# 10015 Valenlebedev
10015 Valenlebedev este un asteroid din centura principală, descoperit pe 27 septembrie 1978, de Liudmila Cernîh.